# کسوت
کسوت، روستایی از توابع بخش چهاردانگه شهرستان ساری در استان مازندران ایران است.

## جمعیت
این روستا در دهستان گرماب قرار داشته و بر اساس آخرین سرشماری مرکز آمار ایران که در سال ۱۳۸۵ صورت گرفته، جمعیت آن ۱۱۷نفر (۳۳خانوار) بوده‌است.